# Kumano (croiseur)
Ne doit pas être confondu avec Kumano ou Kumano Maru (porte-avions).
Le Kumano (熊野) est le dernier des quatre croiseurs de classe Mogami construits pour la Marine impériale japonaise peu avant la Seconde Guerre mondiale. Il portait, à sa mise en service, quinze canons de 155 mm donc classé croiseur léger, aux termes des stipulations du traité de Londres (1930). Mais après que l'empire du Japon se fut affranchi en 1936 de toutes les règles imposées par les traités de désarmement naval, les cinq tourelles triples de 155 mm furent débarquées et remplacées par des tourelles doubles de 203 mm. Cette refonte de l'armement principal fit de ce navire un bâtiment équivalent aux plus puissants croiseurs lourds. Armé le 31 octobre 1937, il a été actif, pendant la guerre du Pacifique au sein de la 7e Division de Croiseurs, en particulier avec le Suzuya à partir de 1942. Il a été coulé au large de Santa Cruz le 25 novembre 1944 par des avions de l'USS Ticonderoga.

## Conception et caractéristiques
La Marine impériale japonaise a fait construire de 1931 à 1935, deux croiseurs, Mogami et Mikuma, censés respecter les stipulations du traité naval de Londres de 1930, en ce qu'ils avaient une artillerie principale ayant un calibre de 155 mm. Ce calibre était la limite maximale autorisée pour les croiseurs (dits « légers »), les seuls dont une construction nouvelle était autorisée par ce nouveau traité. Mais les autres caractéristiques de ces bâtiments, blindage, vitesse et déplacement notamment, étaient comparables à celles des croiseurs désignés désormais comme croiseurs « lourds », selon les stipulations du traité de Washington de 1922, c'est-à-dire sans autres limites (hormis le calibre de l'artillerie principale) que le déplacement “standard” qui ne devait pas dépasser 10 000 tonnes anglaises de 1 016 kg. 
Mis en service en 1935, mais ne donnant pas entièrement satisfaction, les Mogami et Mikuma ont dû être modifiés dès 1936, pour améliorer leur stabilité et renforcer leur coque, ce qui a légèrement réduit leur vitesse. Deux autres croiseurs, le Suzuya et le Kumano, ont été commandés, avec les mêmes caractéristiques que celles des deux premières unités de la classe Mogami, dimensions de coque (longueur de 201,60 m, maître-bau de 19,20 m, tirant d'eau de 5,90 m), artillerie principale (15 canons de 155 mm en 5 tourelles, trois à l'avant et deux à l'arrière) et artillerie secondaire (huit canons de 127 mm Type 89  en quatre tourelles), plates-formes lance-torpilles de 610 mm, installations d'aviation et blindage. La seule différence notable était la propulsion, avec huit chaudières Kampon, au lieu de dix, alimentant quatre groupes de turbines, mais développant la même puissance de 152 000 ch.
Mis sur cale le 5 avril 1934 aux Chantiers Kawasaki de Kobe, lancé le 15 octobre, le Kumano a reçu, pendant sa construction, des modifications identiques à celles qui venaient d'être effectuées  sur la coque des  trois premières unités de la classe Mogami. Il a été armé le 31 octobre 1937, mais est entré aussitôt en refonte, à l'arsenal de Kure, pour recevoir des tourelles doubles de 203 mm, à la place des tourelles triples de 155 mm et renforcer sa Défense Contre-Avions rapprochée  en remplaçant sa batterie de canons de 40 mm par des canons automatiques de 25 mm Type 96. Le capitaine de vaisseau Nishimura a été l'officier chargé de superviser son achèvement, avant d'en être le commandant jusqu'en mai 1939. Le Kumano a rejoint à Kure le 30 septembre 1939 la 7e Division de Croiseurs, au sein de la 2e Flotte.

## Histoire
En juillet 1941, en Indochine française, le Kumano participe depuis Hainan à l'opération qui permet aux forces japonaises d'occuper l'Indochine et d'opérer à partir de la Cochinchine.

### Pendant l'offensive japonaise  (décembre 1941 - avril 1942)
En couvrant les opérations de débarquement en Malaisie, le Kumano participe à la recherche des  HMS Prince of Wales et Repulse, puis il couvre, de décembre 1941 à mars 1942, à partir de Cam Ranh, les débarquements au nord de Borneo, aux îles Anambas, au sud de Sumatra (Palembang), à Java, puis à partir de Singapour, les débarquements au nord de Sumatra (Sabang), jusqu'aux îles Andaman, au large de la Birmanie. 
Le 1er avril 1942, la 7e division de croiseurs qui se trouvait à l'île de Mergui, avec le Chokai, qui portait la marque du vice-amiral Ozawa va participer à un raid dans le golfe du Bengale. Pour chasser le trafic commercial avec l'Inde, le Mikuma, le Mogami et le destroyer Amagiri formèrent le « Groupe Sud », le Kumano (navire amiral du contre-amiral Kurita) et le Suzuya constituaient le « Groupe Nord », le Chokai et la 20e flottille de destroyers, avec le croiseur léger Yura, le porte-avions Ryūjō et les destroyers Ayanami, Yugiri, Asagiri et le Shiokaze pouvaient renforcer l'un ou l'autre groupe. Durant l'opération, le « Groupe Nord » revendiqua la destruction de quatre navires marchands, un américain, l'Exmoor (4 986 tonnes), et trois britanniques, les Malda (9 066 tonnes, Autocyclus (7 621 tonnes) et Shinkuang (2 441 tonnes).
Rentré au Japon, le Kumano passe en cale sèche à Kure, fin avril-début mai, et ne participe donc pas à la bataille de la mer de Corail. Le 26 mai, la 7e division de croiseurs, aux ordres du vice-amiral Kurita, promu à ce grade le 1er mai, arriva à Guam pour assurer un appui rapproché du groupe de transport qui, aux ordres du contre-amiral Tanaka, devait acheminer les troupes chargées de l'invasion de Midway.

### Pendant la bataille de Midway
Le résultat calamiteux pour l'aviation embarquée japonaise des combats du 4 juin 1942 a privé la flotte japonaise de couverture aérienne. Le débarquement sur Midway a alors été annulé. Mais la force d'appui rapproché du vice-amiral Kurita s'est retrouvée, le 5 juin, à proximité d'un sous-marin américain qui a été repéré par une vigie du Kumano. Une manœuvre d'évitement a été ordonnée par l'amiral, au cours de laquelle, le Mikuma a coupé la route du Mogami qui l'a abordé. Très ralentis, les deux navires ont alors mis le cap à petite vitesse vers l'île de Wake. Attaqués, le lendemain 6 juin, à deux reprises, par l'aviation américaine basée à Midway, sans résultats, puis par des bombardiers en piqué “Dauntless” des USS Enterprise et Hornet, les deux croiseurs ont alors été touchés, à plusieurs reprises chacun, et le Mikuma a été coulé,, tandis que le Mogami réussissait à rentrer à Truk puis au Japon.
Tandis que le Mogami entrait en réparations pour onze mois, la 7e Division de Croiseurs, réduite au Kumano, portant désormais la marque du contre-amiral Nishimura, et au Suzuya, a été envoyée dans l'océan Indien. Arrivée à Mergui, fin juillet, elle a été rappelée dès le début de l'offensive américaine dans les îles Salomon et le  débarquement à Guadalcanal, début août.

### Devant Guadalcanal, jusqu'au bombardement de Truk
Rattachée à la 3e Flotte du vice-amiral Nagumo, le Kumano participe à la bataille des Salomon orientales. Il est légèrement endommagé en septembre par un bombardement de Boeing B-17 de l'USAAF. Il participe à la Bataille des îles Santa Cruz. Le rôle principal y est joué par les porte-avions. Mais en ce qui concerne le soutien direct aux attaques contre Guadalcanal et en particulier les  bombardements navals contre le terrain d'aviation Henderson, ce sont, jusqu'à la mi-octobre, les bâtiments de la 8e Flotte japonaise, commandée par le vice-amiral Mikawa, qui en ont été chargés. Deux croiseurs lourds japonais y ont été détruits. Après la bataille du cap Espérance, les cuirassés rapides Kongō et Haruna ont violemment bombardé Henderson Field, puis les croiseurs Maya et Myōkō ont prêté main-forte aux croiseurs de la 8e Flotte. Finalement, le 3 novembre, les deux croiseurs Suzuya et Maya ont été rattachés à la 8e Flotte, et  ont rallié les îlots Shortland, tandis que le Kumano, envoyé au Japon pour passer en cale sèche, ne participait pas aux batailles navales de Guadalcanal (12-15 novembre 1942).
Après ces engagements, au cours desquels, le Hiei et le Kirishima ont été coulés, les grands navires de surface japonais ne sont plus engagés directement mais les croiseurs de la 7e Division sont restés dans les eaux du Pacifique du Sud-Est entre les îlots Shortland, Rabaul, Kavieng ou Truk, ne rentrant au Japon que pour recevoir des renforcements de leur Défense Contre Avions rapprochée, avec l'adjonction d'affûts triples de 25 mm, en janvier puis en avril 1943, des radars de veille aérienne de type 21 ont aussi été installés et les hublots des ponts inférieurs sont supprimés, sur chacun des deux croiseurs. En mai 1943, le Mogami les a rejoints, à la fin de sa refonte en croiseur-porte-aéronefs, et la 7e Division a participé, en juin, avec deux cuirassés rapides, trois porte-avions et de nombreux destroyers à un transport de troupes du Japon à Rabaul. En juillet, légèrement endommagé lors d'une attaque aérienne devant Kolombangara, par des “Avenger” de Guadalcanal, le Kumano doit être envoyé en réparations au Japon, d'où il ne va rentrer que début novembre, échappant ainsi au bombardement qui, le 5 novembre 1943, va marquer la fin du rôle militaire de Rabaul.  
En décembre, le vice-amiral Nishimura, promu à ce grade le 1er novembre, a transféré, du Suzuya sur le Kumano, sa marque de commandement de la 7e Division de Croiseurs à laquelle ont été rattachés, le 1er janvier 1944, les deux croiseurs de la classe Tone, constituant précédemment la 8e Division. Alors que les Américains attaquent les îles Marshall,fin janvier, l'amiral Koga, Commandant-en-Chef de la flotte combinée, qui redoute une attaque sur les îles Carolines fait appareiller ses grands bâtiments de Truk vers les Palaos, puis les îles Lingga, au sud de Singapour.

### De l'attaque des Mariannes à la bataille du golfe de Leyte
Le 1er mars, une réorganisation des forces navales japonaises intervient. La 1re Flotte Mobile remplace la Flotte Combinée en tant qu'unité opérationnelle.  Le vice-amiral Ozawa en est nommé Commandant-en-Chef. La 1re Flotte Mobile était organisée en trois Forces, assez semblables aux Task Forces américaines, rassemblant porte-avions, cuirassés et grands croiseurs, une Force “A”, commandée par le vice-amiral Ozawa personnellement, avec la 1re Division de Porte-avions, deux croiseurs lourds (Myōkō et Haguro), un croiseur léger et six destroyers, une Force “B”, commandée par le contre-amiral Joshima, avec la 2e Division de Porte-avions, le cuirassé Nagato et le croiseur lourd Mogami et dix destroyers, et une Force “C”, commandée par le vice-amiral Kurita, avec la 3e Division de Porte-avions, les 1re et 3e Divisions de Cuirassés (Yamato et Musashi, Kongō et Haruna), quatre croiseurs lourds de la classe Takao, quatre croiseurs de la 7e Division de Croiseurs (Kumano, Suzuya et les deux croiseurs de la classe Tone), un croiseur léger et sept destroyers.
Fin mars-début avril, le Kumano reçoit, à Singapour, huit pièces simples de 25 mm AA supplémentaires. À la mi-mai, il est basé, à Tawi-Tawi, à l'extrémité sud-ouest des Philippines, où se concentre alors la 1re Flotte Mobile. Les 19 et 20 juin, il participe à la bataille de la mer des Philippines, qui aboutit à une écrasante défaite de l'aviation embarquée japonaise. Rentré au Japon, le Kumano reçoit à Kure un renforcement de sa Défense Contre Avions rapprochée, avec quatre affûts triples et dix affûts simples de 25 mm Type96 supplémentaires, ce qui le dote de 50 tubes de ce calibre. Il rallie les îles Lingga, à la fin juillet. Dans le cadre du Plan Sho-Go, la 7e Division de Croiseurs est affectée à la Force d'Attaque de Diversion no 1 aux ordres du vice-amiral Kurita, qui regroupe sept cuirassés et onze croiseurs lourds.

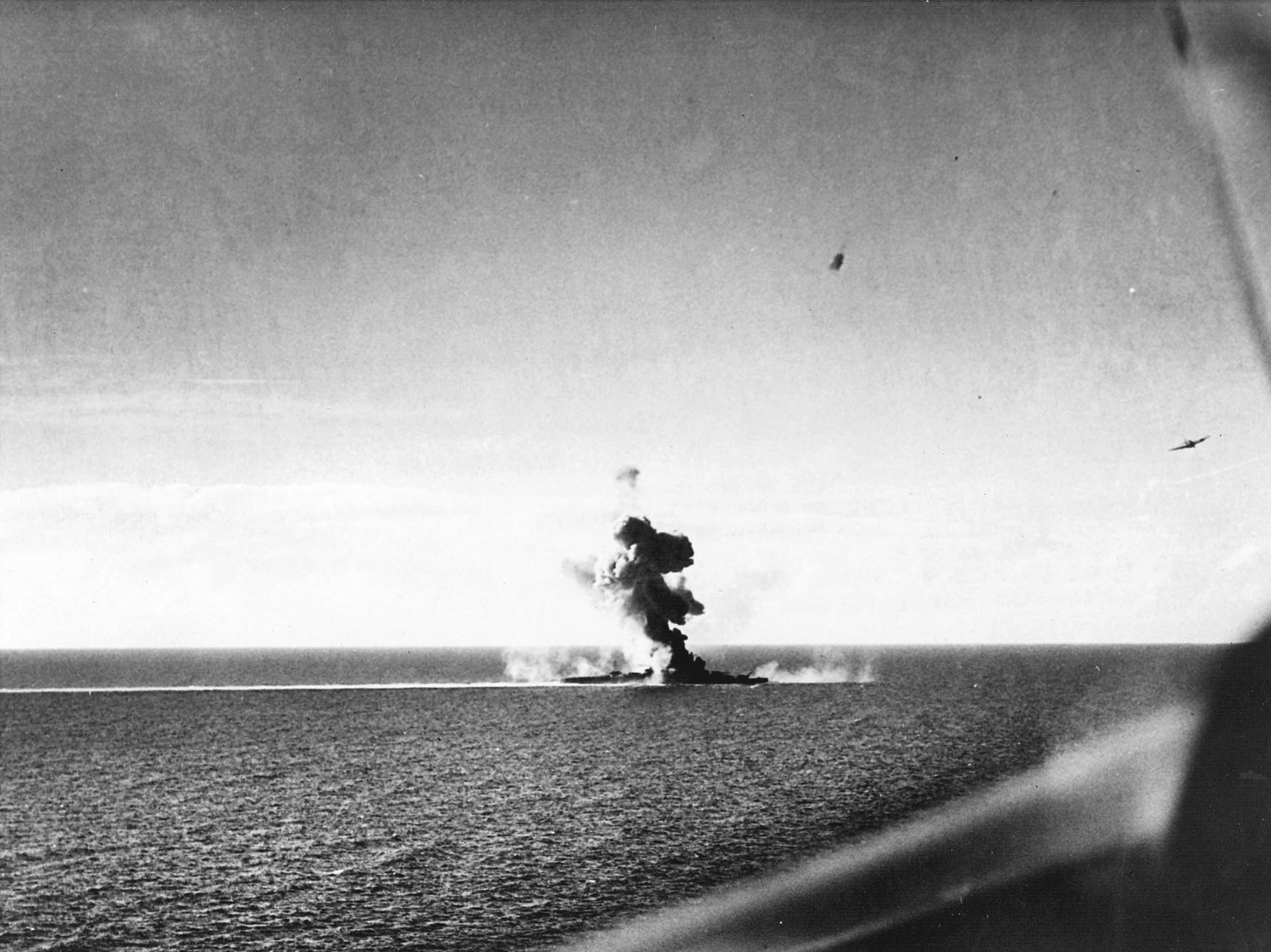
Le Kumano attaqué par l'aviation embarquée américaine, le 26 octobre

Le 18 octobre, la Force d'Attaque de Diversion no 1 appareille des îles Lingga, pour aller bombarder les forces amphibies américaines qui s'apprêtent à débarquer sur l'île de Leyte, à partir du 20 octobre. Sur la côte ouest de Palawan, à l'aube du 23 octobre , le Kumano n'est pas visé par l'attaque de deux sous-marins américains qui ont coulé deux croiseurs lourds, dont l'Atago, navire amiral du vice-amiral Kurita, et forcé le Takao à retourner à Singapour. Il échappe aussi, en mer de Sibuyan, le 24 octobre, aux attaques de l'aviation embarquée de la IIIe Flotte américaine, qui ont envoyé par le fond le cuirassé géant Musashi et forcé le Myōkō à rentrer à Singapour. Le 25 octobre au matin, il participe à l'attaque de l'unité 77.4.3 de porte-avions d'escorte de la VIIe Flotte américaine dont un, l'USS Gambier Bay , aura été coulé au canon par le croiseur lourd Chikuma. Mais la défense de ces petits porte-avions américains et de leurs bâtiments d'escorte est acharnée, malgré l'écrasante supériorité japonaise, quatre cuirassés armés de canons de 356 à 460 mm, et six croiseurs alignant 56 canons de 203 mm, contre sept destroyers portant au mieux cinq canons de 127 mm, et des porte-avions dont les appareils n'ont pas les bombes adaptées à l'attaque de bâtiments lourds. Torpillé par le destroyer USS Johnston, sa proue détruite, le Kumano doit quitter le champ de bataille et le vice-amiral Shiraishi qui commande la 7e Division de Croiseurs doit transférer sa marque sur le Suzuya.
Le Kumano, en route vers le détroit de San-Bernardino, échappe à une attaque de l'aviation américaine.  Mais  le lendemain l'aviation embarquée de l'USS Hancock l'endommage au point que les aviateurs américains considèrent l'avoir laissé en train de couler. Il réussit cependant à gagner Coron, dans les îles Calamian, et accompagné de l'Ashigara, revenant de la bataille du détroit de Surigao, atteint Manille, où il est réparé. Il en repart en convoi, le 5 novembre, échappant au bombardement au cours duquel le Nachi sera coulé. Le 6, à proximité du cap de Bolinao, le convoi est attaqué par une meute de sous-marins américains.Touché deux fois, sa proue de nouveau détruite et ses turbines noyées, il est remorqué en baie de Dasol puis à Santa Cruz. Il y est coulé le 25 novembre 1944, à la suite d'une attaque de l'aviation de l'USS Ticonderoga.